# Tucson Gila Monsters
Die Tucson Gila Monsters waren eine US-amerikanische Eishockeymannschaft aus Tucson, Arizona. Das Team spielte von 1997 bis 1999 in der West Coast Hockey League.

## Geschichte
Die Tucson Gila Monsters wurden 1997 als Franchise der West Coast Hockey League gegründet. In ihrer ersten Spielzeit verpassten sie als einzige der neun Mannschaften die Playoffs um den Taylor Cup, nachdem sie die Saison auf dem fünften und somit letzten Platz der WCHL South-Division beendet hatten. Bereits zu Beginn der Saison 1998/99, ihrer zweiten Spielzeit, musste die Mannschaft aufgrund finanzieller Probleme den Spielbetrieb einstellen und die Verantwortlichen lösten das Franchise auf. In beiden Spielzeiten war der Kanadier Martin Raymond für das Team aus Arizona tätig. 

## Saisonstatistik
Abkürzungen: GP = Spiele, W = Siege, L = Niederlagen, T = Unentschieden, OTL = Niederlagen nach Overtime SOL = Niederlagen nach Shootout, Pts = Punkte, GF = Erzielte Tore, GA = Gegentore, PIM = Strafminuten
| Saison  | GP | W  | L  | T | OTL | SOL | Pts | GF  | GA  | Platz     | Playoffs           |
| 1997/98 | 64 | 16 | 43 | — | 5   | —   | 37  | 213 | 334 | 5., WCHLS | nicht qualifiziert |
| 1998/99 | 21 | 7  | 11 | — | 3   | —   | 17  | 83  | 90  | 5., WCHLS | nicht qualifiziert |

## Team-Rekorde

### Karriererekorde
Spiele: 84  Jason Crane
Tore: 31  Chris Everett
Assists: 42  Chris Everett
Punkte: 73  Chris Everett
Strafminuten: 262  Grant Chorney

## Bekannte Spieler
- / Olivier Coqueux